# SpaceX CRS-11
SpaceX CRS-11 (также известный как SpX-11) — одиннадцатый полёт автоматического грузового корабля Dragon компании SpaceX в программе снабжения Международной космической станции по контракту Commercial Resupply Services (CRS) с NASA.
В этой миссии впервые повторно использовалась герметичная спускаемая капсула корабля Dragon, вернувшегося после миссии снабжения SpaceX CRS-4.

## Повторное использование корабля
Первоначальное соглашение по программе Commercial Resupply Services предполагало использование в каждой миссии нового космического корабля, в течение более года между специалистами SpaceX и NASA проходило согласование возможности повторного использования этого корабля. После возвращения корабля из миссии SpaceX CRS-4 в ноябре 2014 года, были проведены многочисленные инспекции для выявления повреждённых компонентов, пострадавшие из-за контакта с солёной водой аккумуляторные батареи и теплозащитный экран были заменены на новые. Новым является и негерметичный контейнер, вместо сгоревшего в атмосфере при возвращении. Герметическая капсула, маневровые двигатели Draco, топливные баки, трубопроводы, электропроводка и некоторые элементы авионики остались прежними. По результатам полёта будет рассматриваться дальнейшее использование ранее летавших кораблей в будущих миссиях снабжения. Следующий, двенадцатый полёт к МКС в рамках контракта, выполнит новый корабль Dragon. Также в NASA планируют использовать в будущих запусках корабля ракету-носитель Falcon 9 с повторно используемой ступенью.

## Запуск
Запуск корабля с помощью ракеты-носителя Falcon 9 состоялся 3 июня 2017 года в 21:07 UTC, со стартового комплекса LC-39A в Космическом центре Кеннеди. Корабль выведен на околоземную орбиту 204 × 354 км, наклонение 51,6°. Этот запуск стал юбилейным, 100-м запуском, выполненным с этого стартового комплекса. Первая ступень ракеты-носителя выполнила успешную посадку на Посадочной зоне 1.

## Сближение и стыковка
5 июня 2017 года в 13:52 UTC, Dragon был захвачен манипулятором станции «Канадарм2», под управлением астронавтов Джека Фишера и Пегги Уитсон. В 16:07 UTC корабль был пристыкован к модулю «Гармония».

## Полезная нагрузка
Dragon доставил на МКС 2708 кг полезного груза.
В герметичном отсеке доставлено 1665 кг (с учётом упаковки), в том числе:
- Материалы для научных исследований — 1069 кг
- Провизия и вещи для экипажа — 242 кг
- Оборудование и детали станции — 199 кг
- Оборудование для выхода в открытый космос — 56 кг
- Компьютеры и комплектующие — 27 кг

На станцию доставлены материалы для более чем 250 исследований и экспериментов, среди которых:
- Fruit Fly Lab-02 — исследование, направленное на более глубокое изучение продолжительного влияния космической среды на сердце и сосуды, проводимое с использованием фруктовых дрозофил. Рождённые в космосе, живые дрозофилы будут возвращены на Землю спустя месяц для подробного анализа.
- Rodent Research 5 — пятая серия исследований, проводимых на доставленных в специальном контейнере живых мышах. На этот раз на 40 прилетевших мышах будет проводиться испытание препарата NELL-1, который способен как восстанавливать костную ткань, так и препятствовать дальнейшему снижению её плотности в условиях микрогравитации. По 10 мышей из каждой группы, исследуемой и контрольной, вернутся на Землю спустя месяц, чтобы выяснить, способствовал ли препарат их восстановлению.
- Int-Ball — дрон фотовидеофиксации японского агентства аэрокосмических исследований[11]

В негерметичном контейнере на МКС доставлены внешние приборы NICER, MUSES и ROSA, суммарной массой 1002 кг:

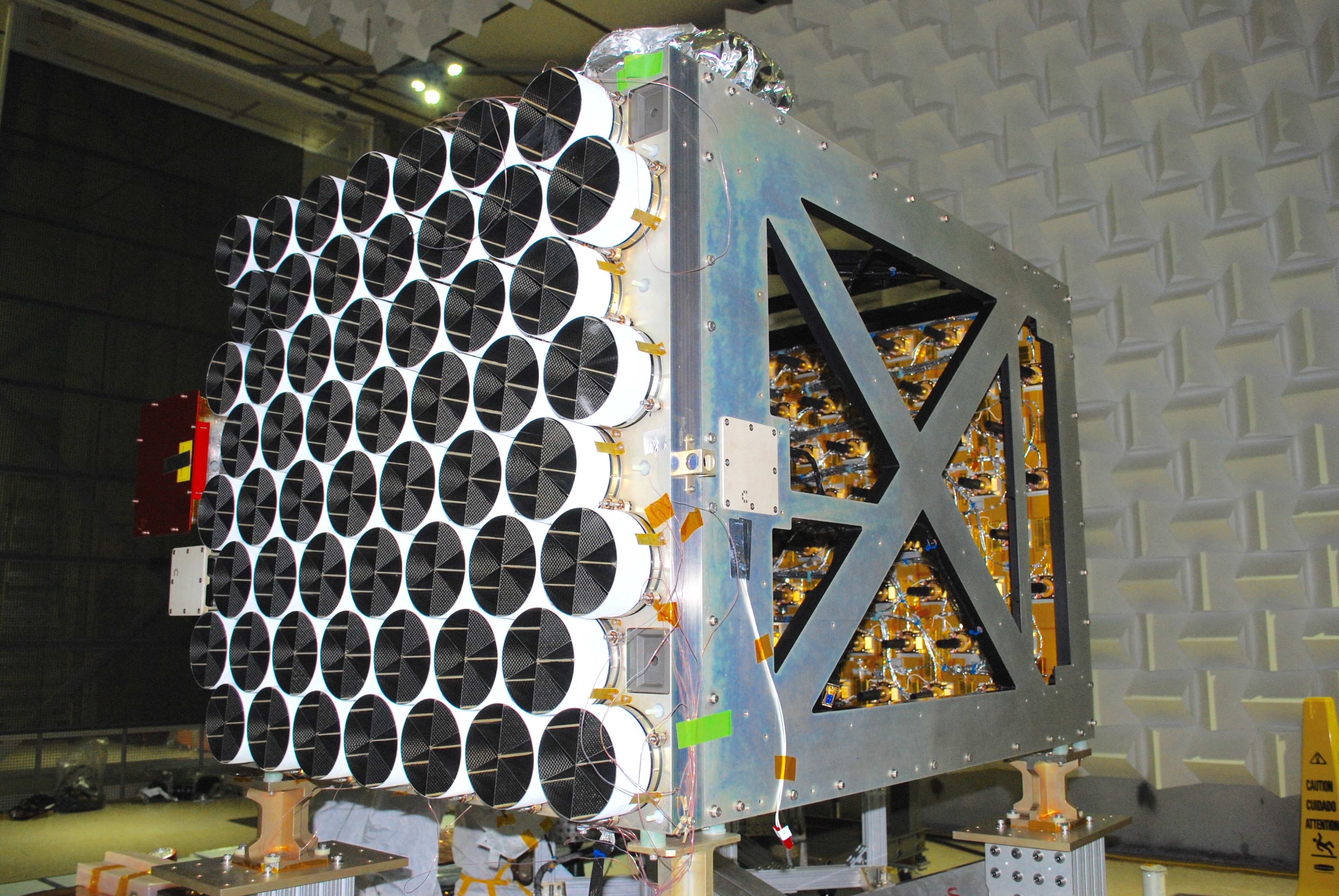
NICER

- Neutron Star Interior Composition ExploreR (NICER) — инструмент для исследования природы и физических свойств нейтронных звёзд. Частью полезной нагрузки инструмента является SEXTANT (Station Explorer for X-ray Timing and Navigation Technology) — демонстрация технологии создания космической навигационной системы, основанной на расположении пульсаров. Данная система даст возможность получать более точные данные о расположении объектов, в сравнении с ныне используемыми навигационными системами. Масса инструмента — 372 кг[12].
- Multiple User System for Earth Sensing (MUSES) — внешняя платформа для размещения до 4 различных инструментов для наблюдения за Землёй одновременно. Платформа обеспечивает электроснабжение и передачу данных для каждого из инструментов, а её расположение позволяет менять, обновлять и обслуживать инструменты с помощью имеющихся на станции манипуляторов. Масса платформы — 305 кг. Первым инструментом, расположенным на платформе станет многоканальный видеоспектрометр DESIS, разработанный Германским центром авиации и космонавтики и предназначенный для наблюдения за изменениями в экосистемах планеты, состоянием лесов и сельскохозяйственных земель[13].
- Roll-Out Solar Array (ROSA) — демонстрация технологии гибких солнечных батарей для будущих космических аппаратов. Масса оборудования — 325 кг. Батареи способны скручиваться в трубку, занимают значительно меньше места в сложенном состоянии, чем используемые ныне жёсткие панели, и раскручиваются пассивно, без применения механизмов, по мере нагревания конструкции на солнце. Эксперимент будет проводиться в течение недели в отдалении от станции на вытянутом в сторону манипуляторе «Канадарм2», после чего оборудование поместят назад в негерметичный отсек корабля Dragon для утилизации его в атмосфере при возвращении на Землю[14].

## Отстыковка и возвращение
Отстыковка выполнена 2 июля 2017 года, корабль успешно приводнился 3 июля 2017 в 21:07:38 UTC в Тихом океане.

## Фотогалерея

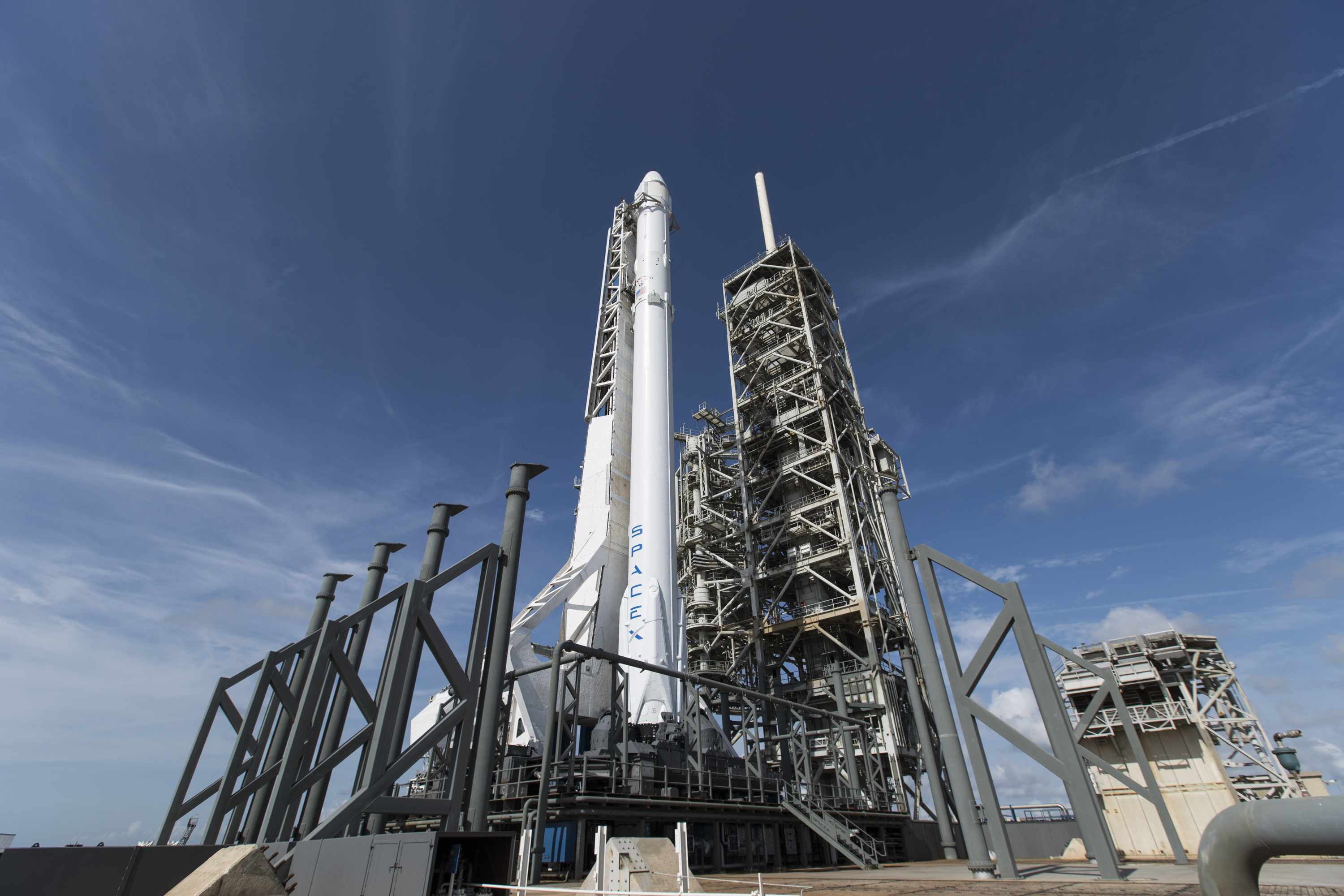
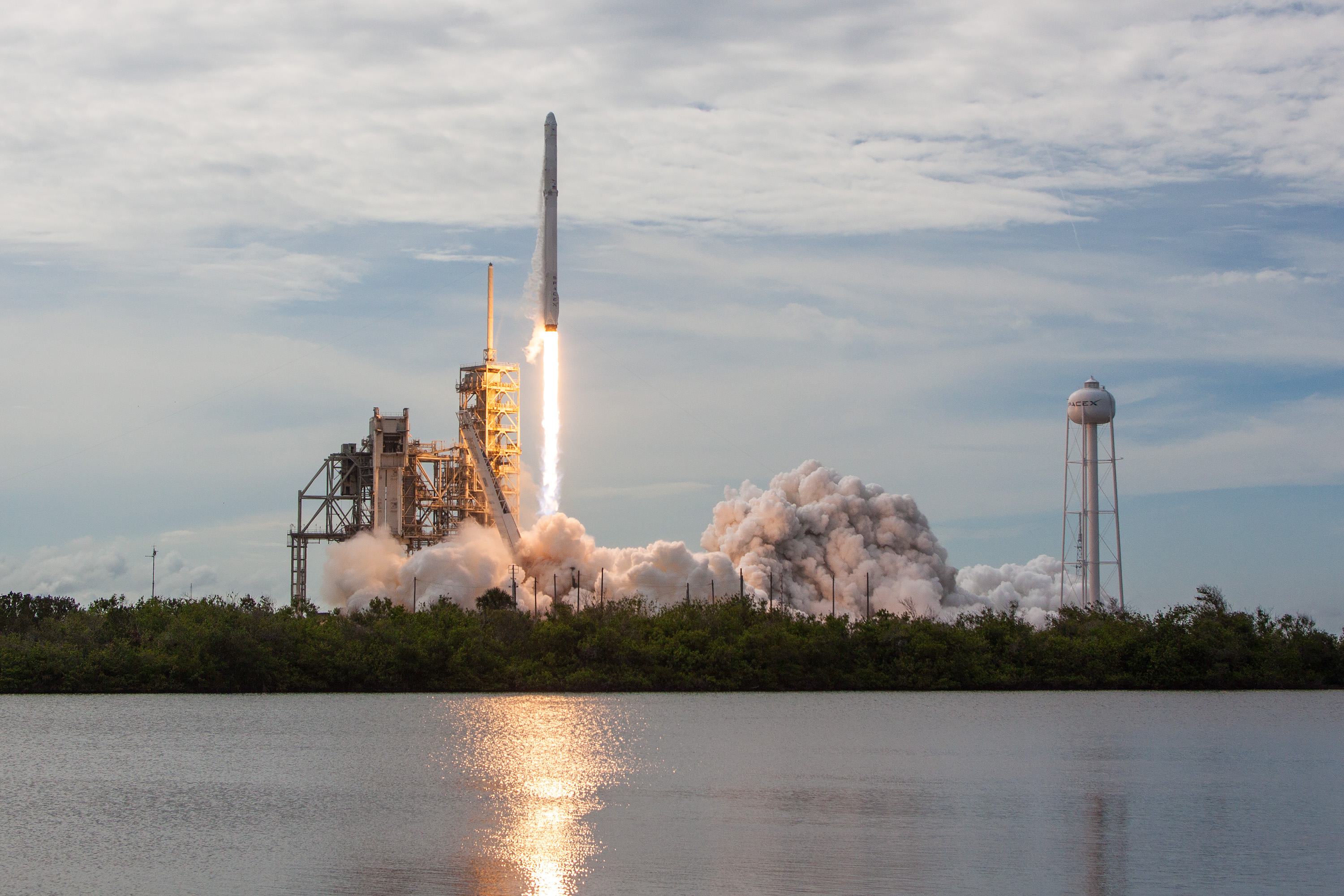
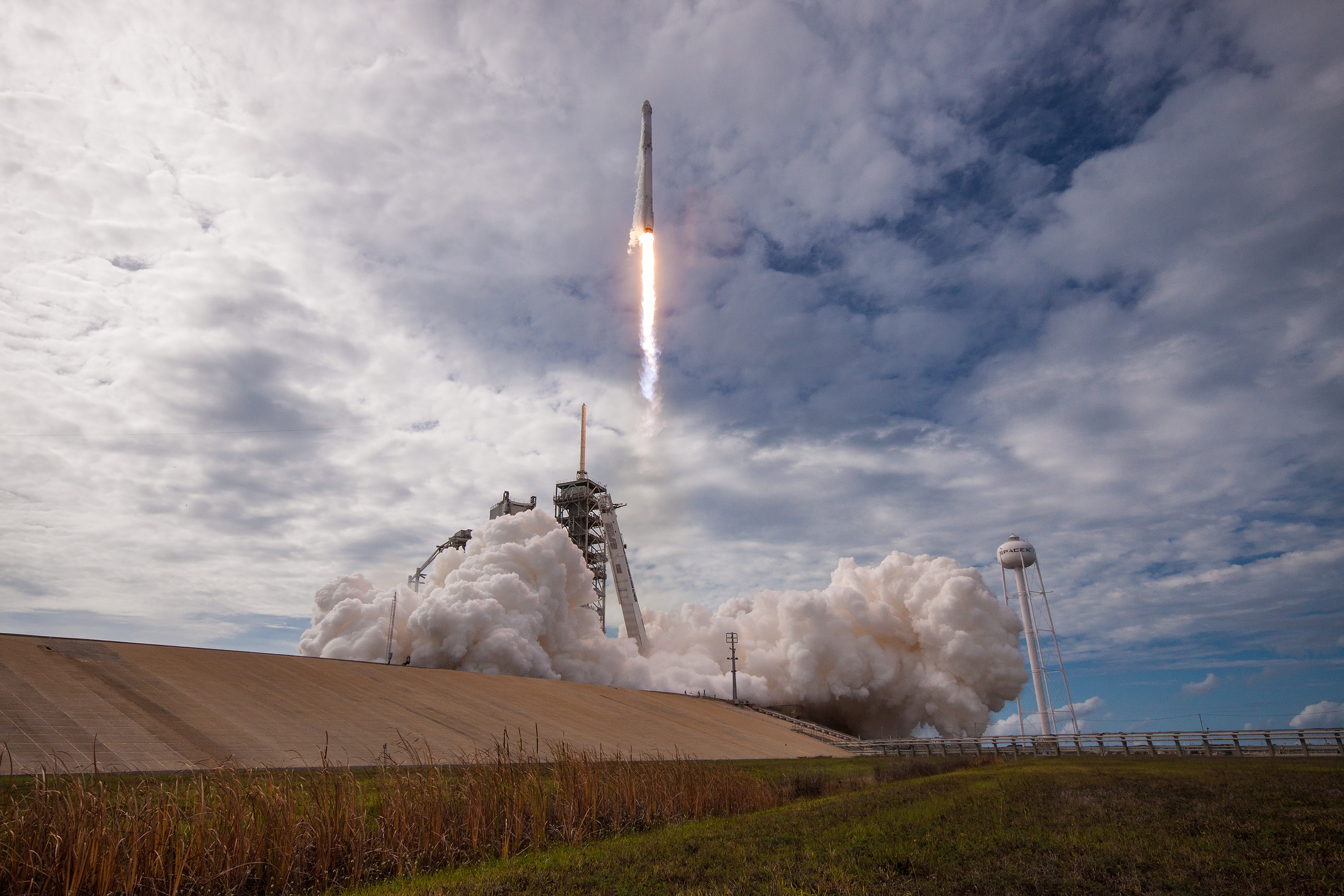

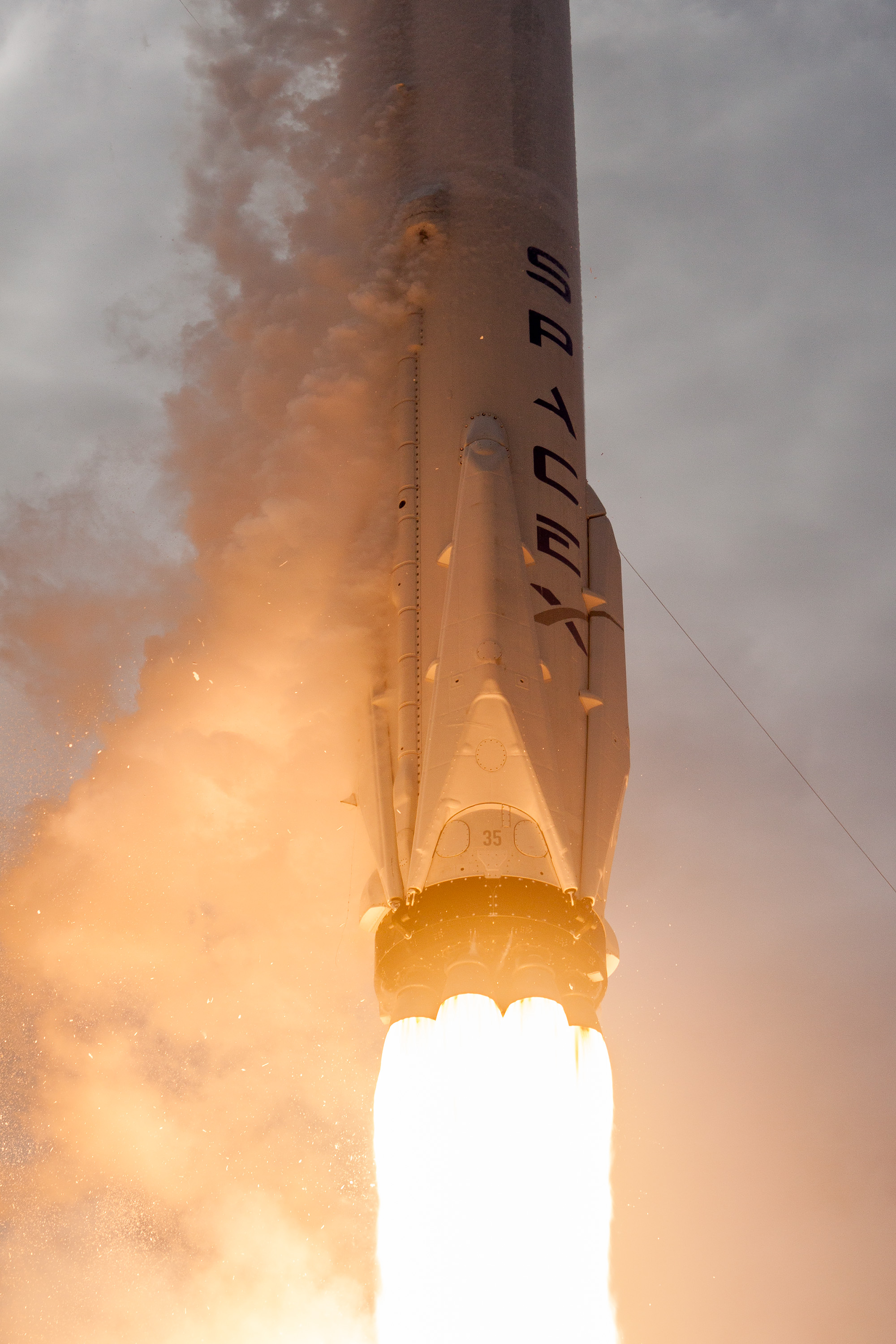
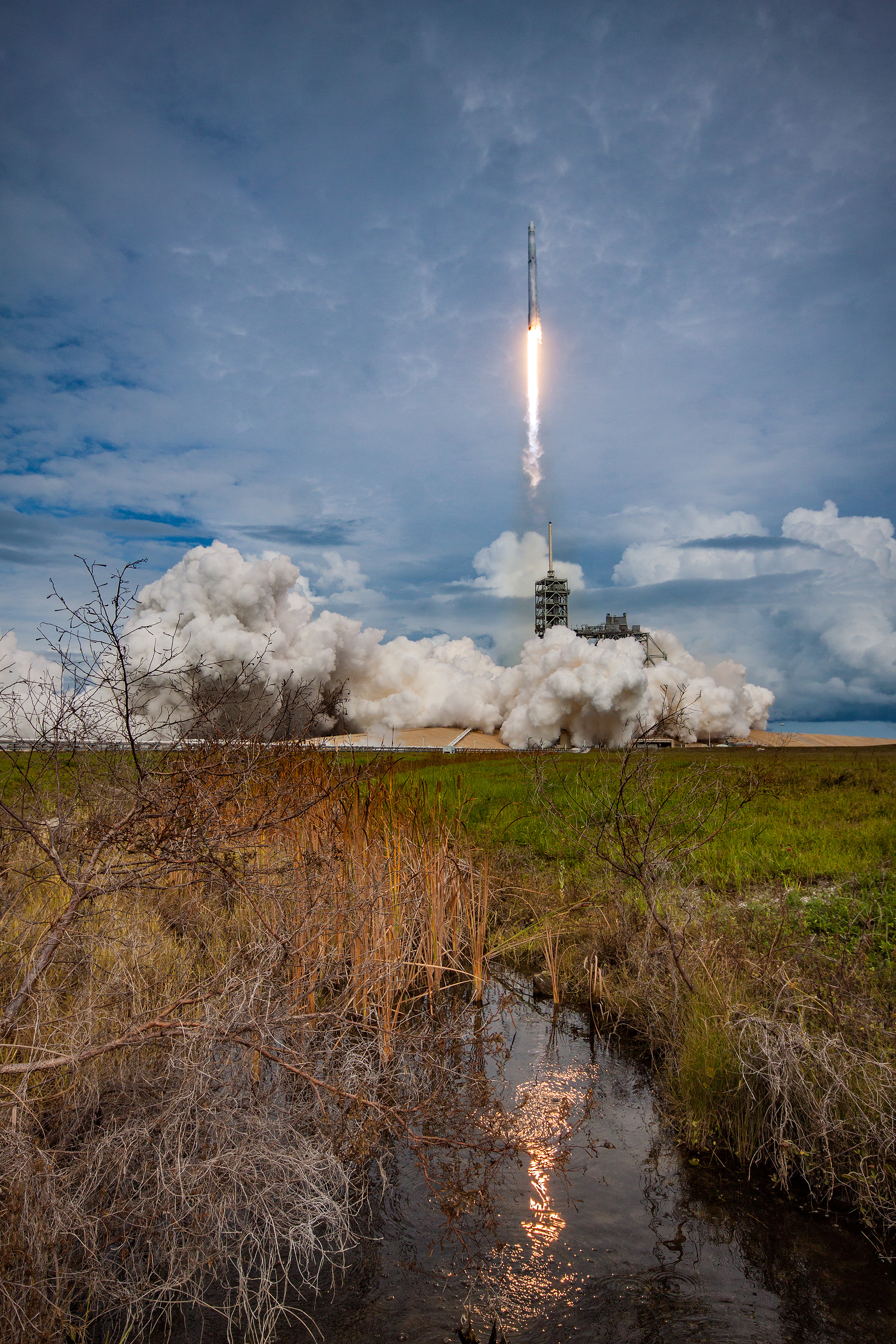
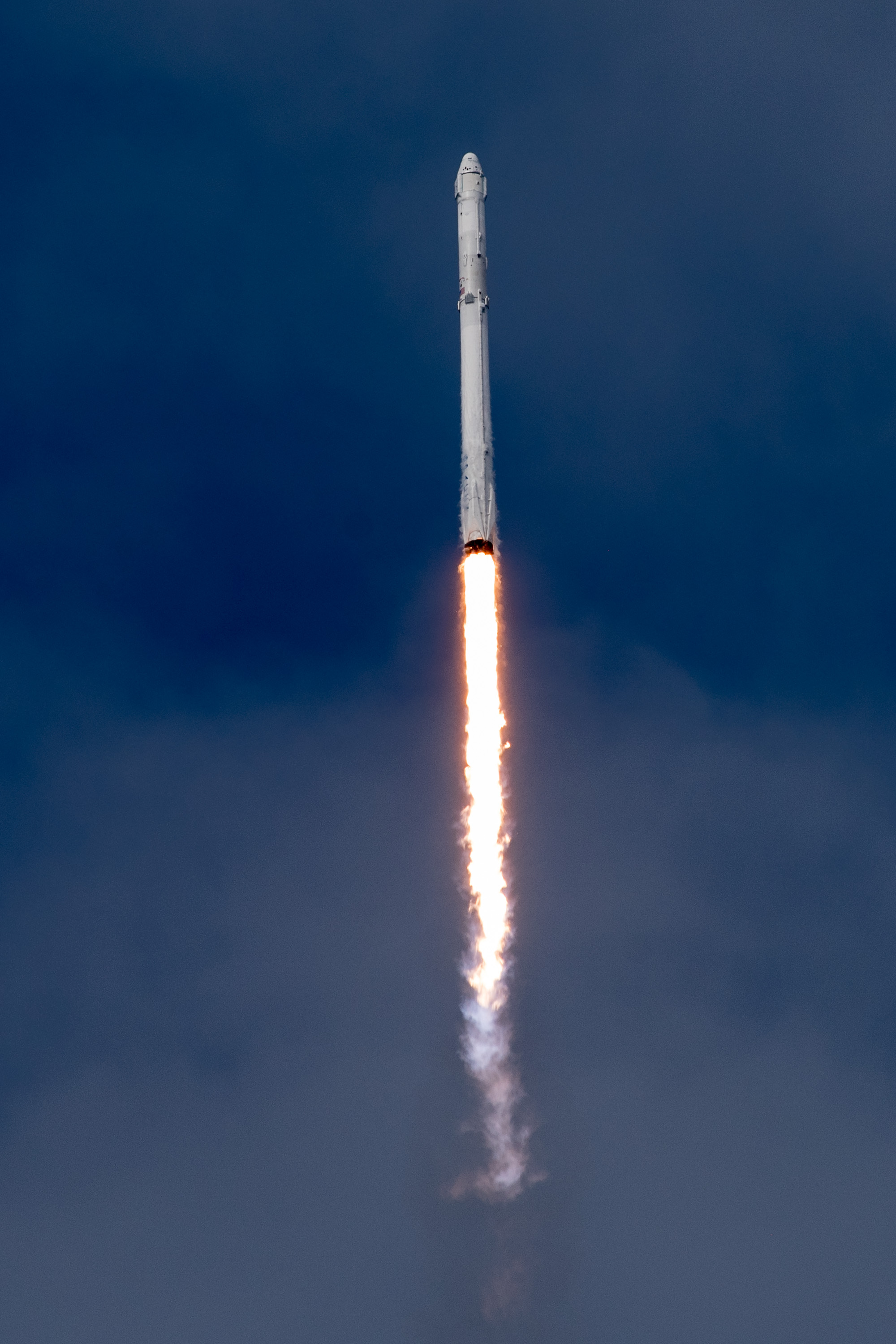
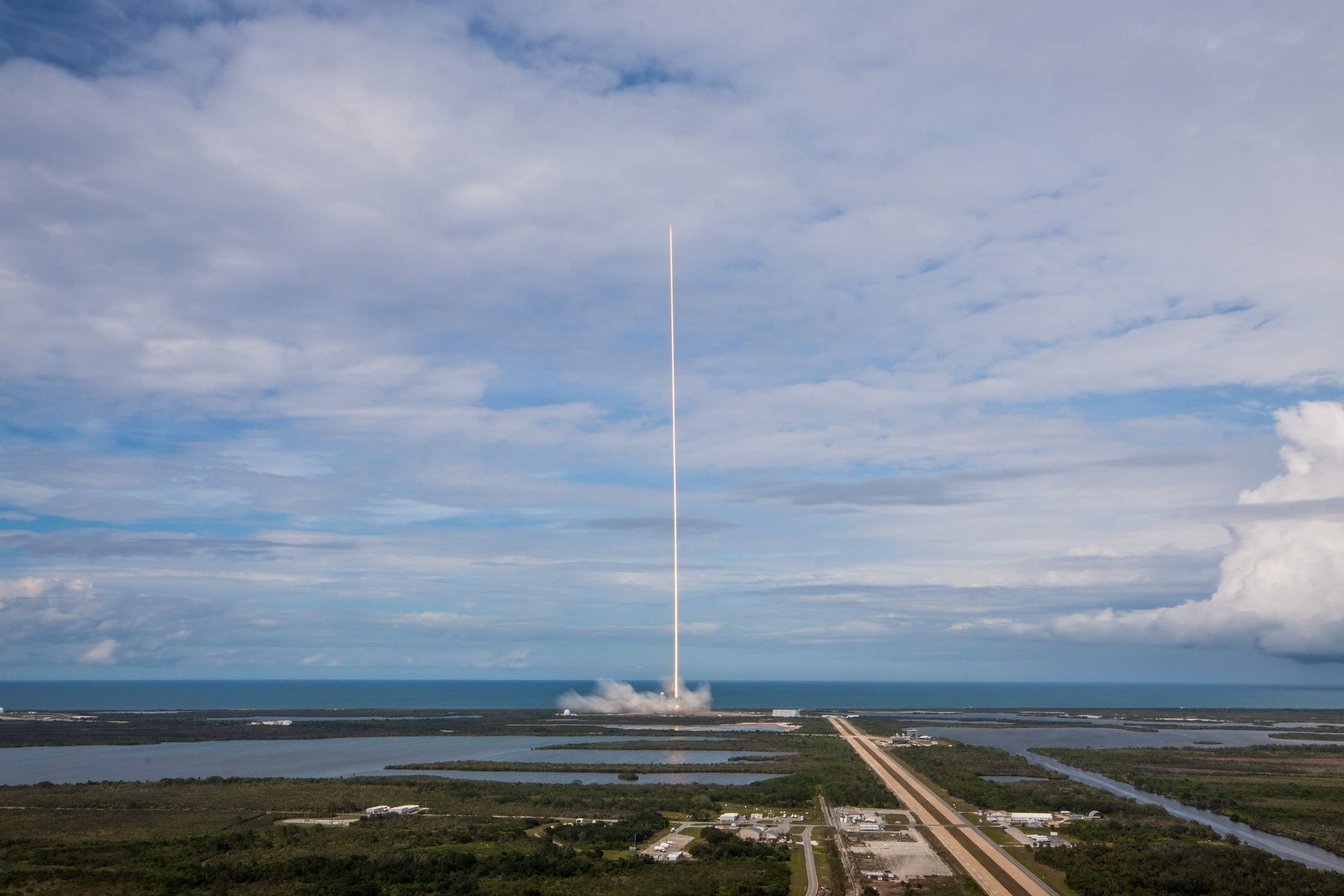

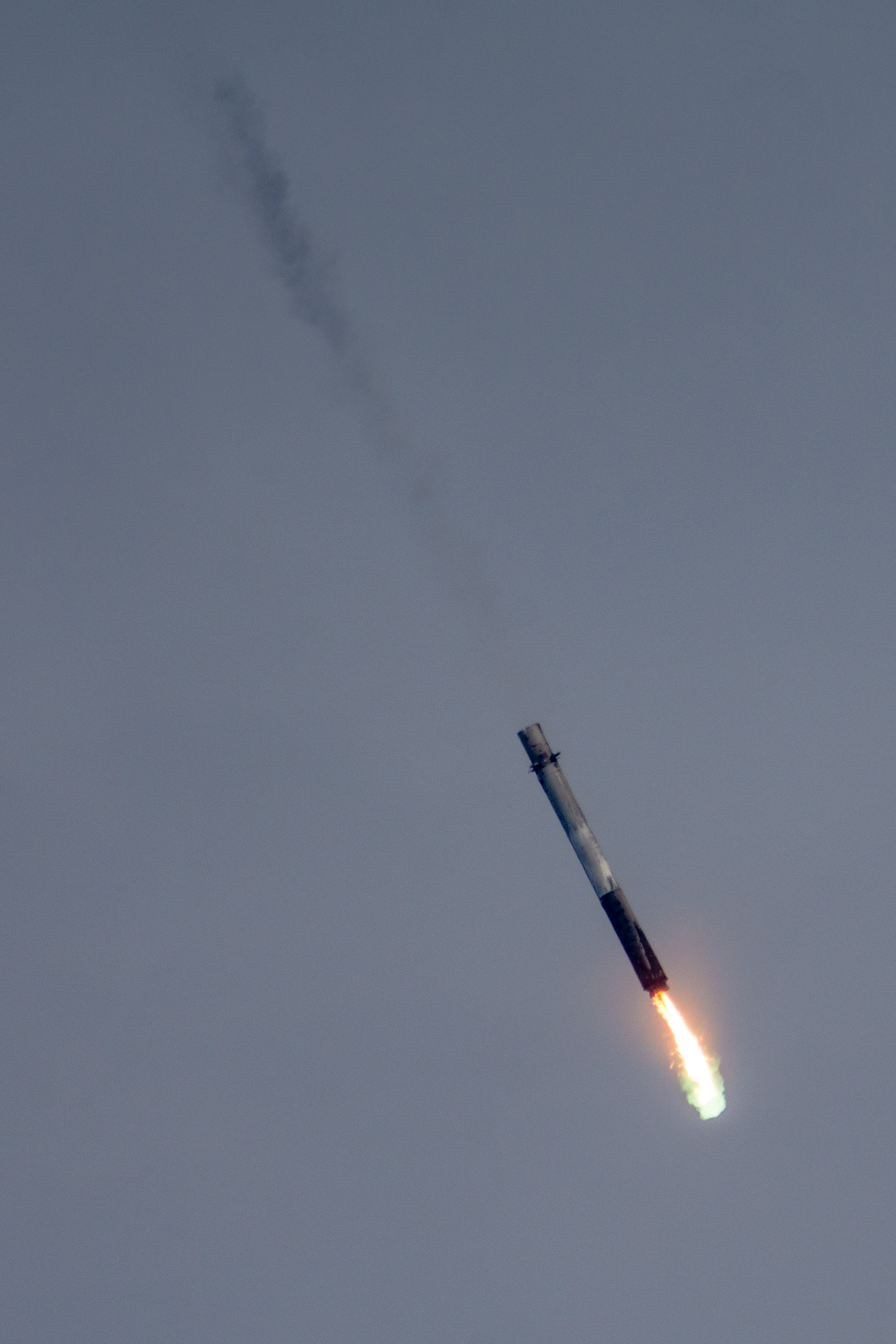
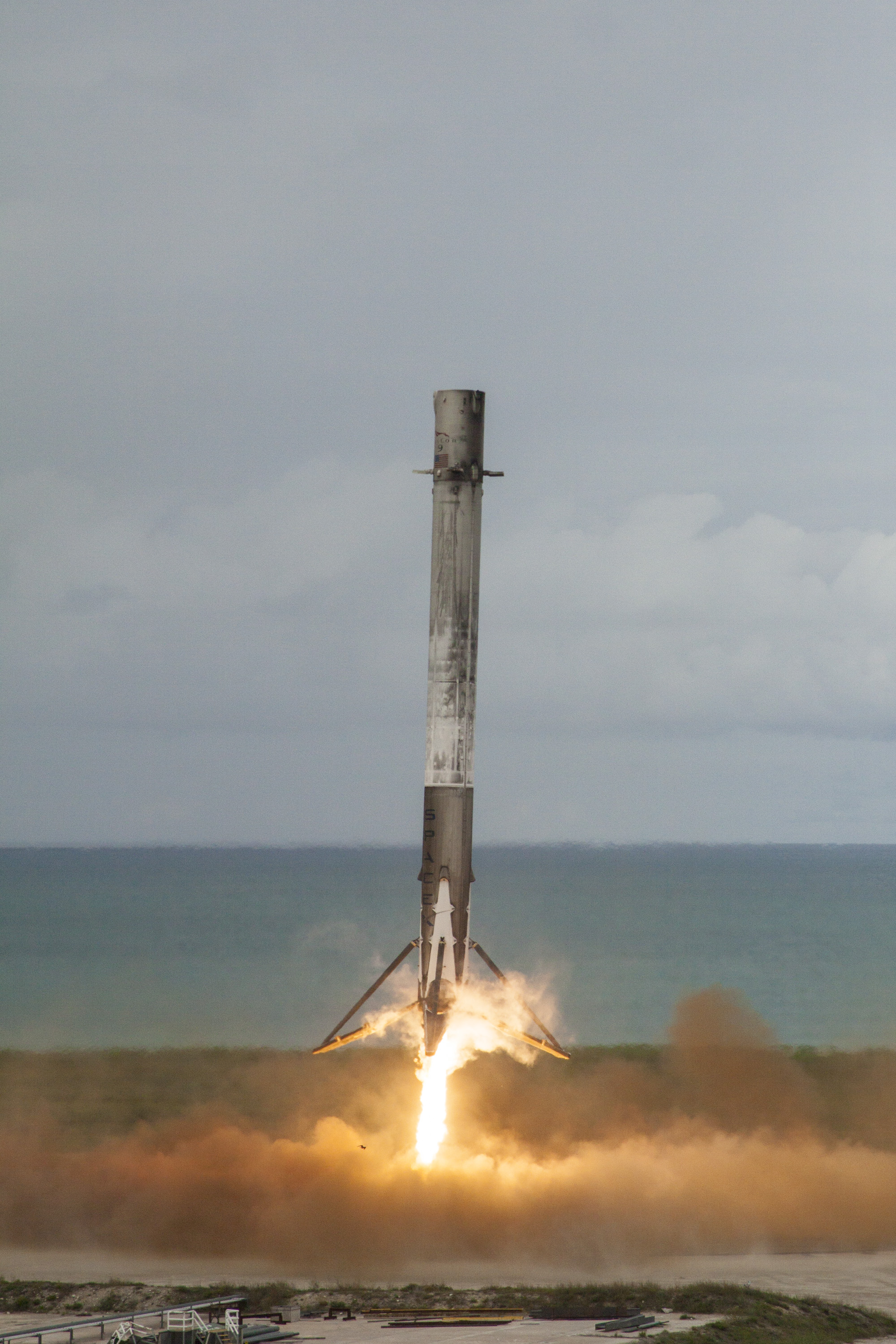
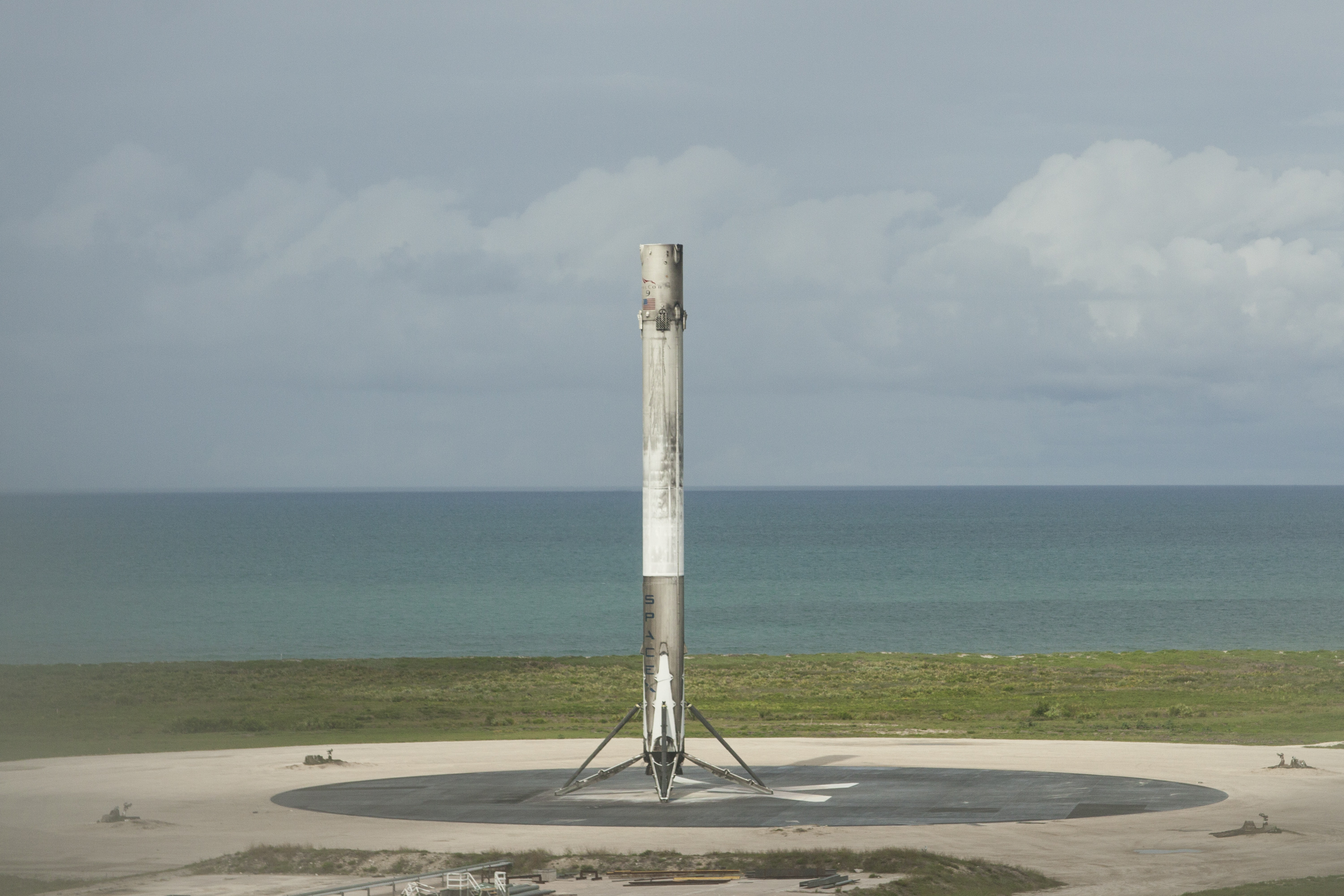
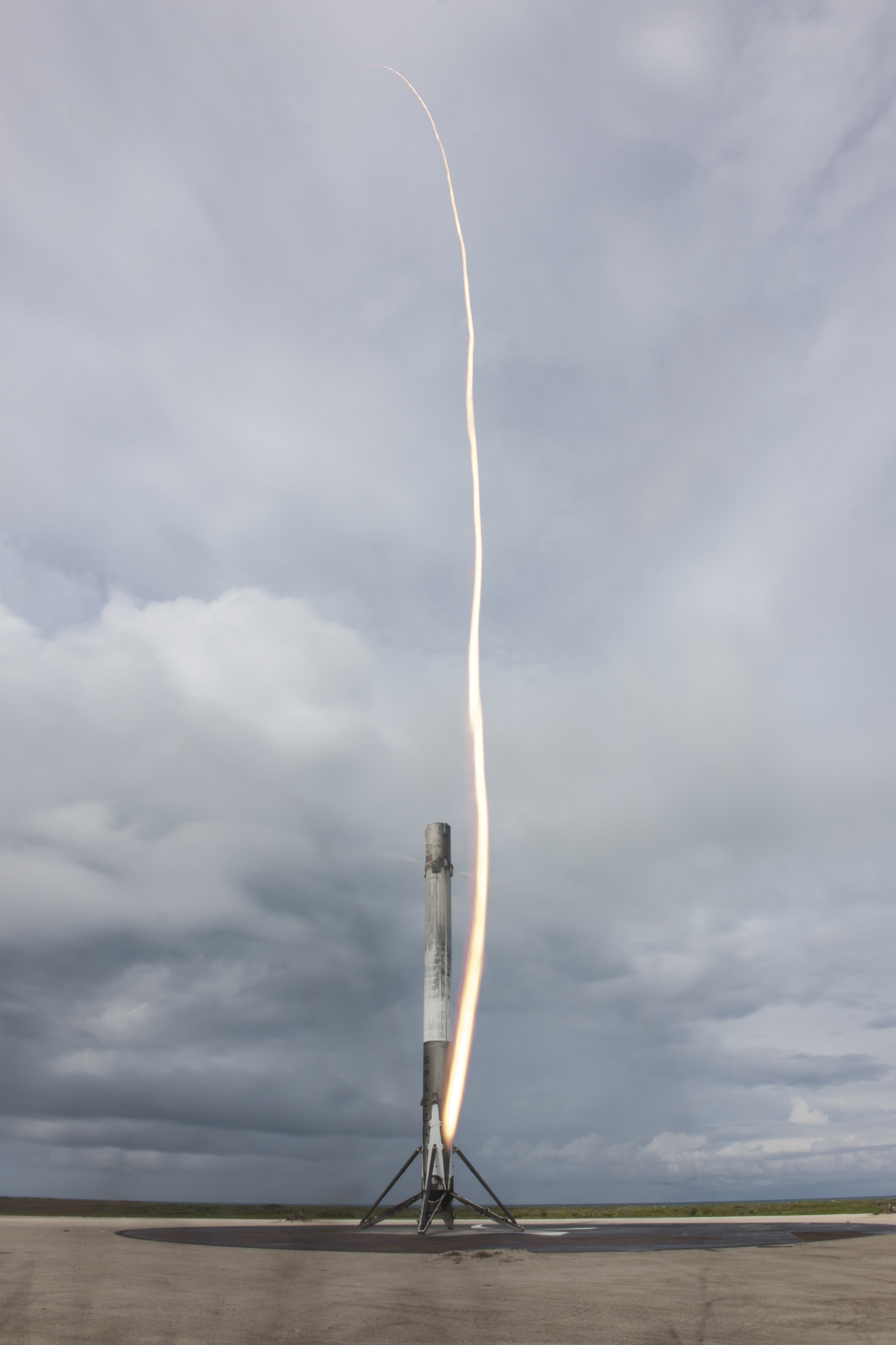